# おめざめPOPS
『おめざめPOPS』（おめざめポップス）は、フジテレビ（関東ローカル）にて1984年4月3日から1985年3月16日まで放送されていたフジテレビ・渡辺プロダクション共同製作の朝の音楽番組である。

## 出演者
- アン・ルイス
- 太田裕美